# Vikingeskibsmuseet, Roskilde

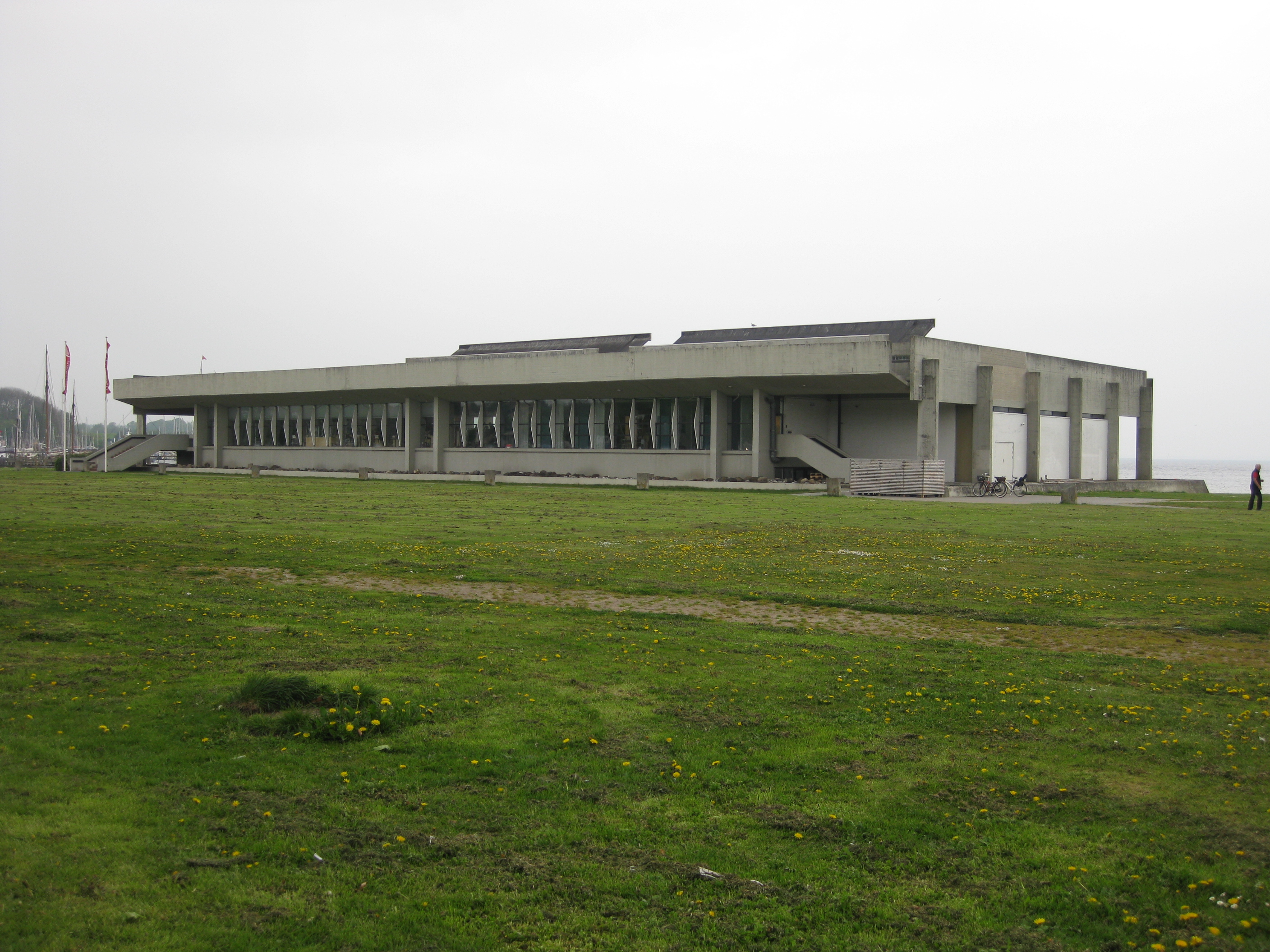
Vikingeskibsmuseet

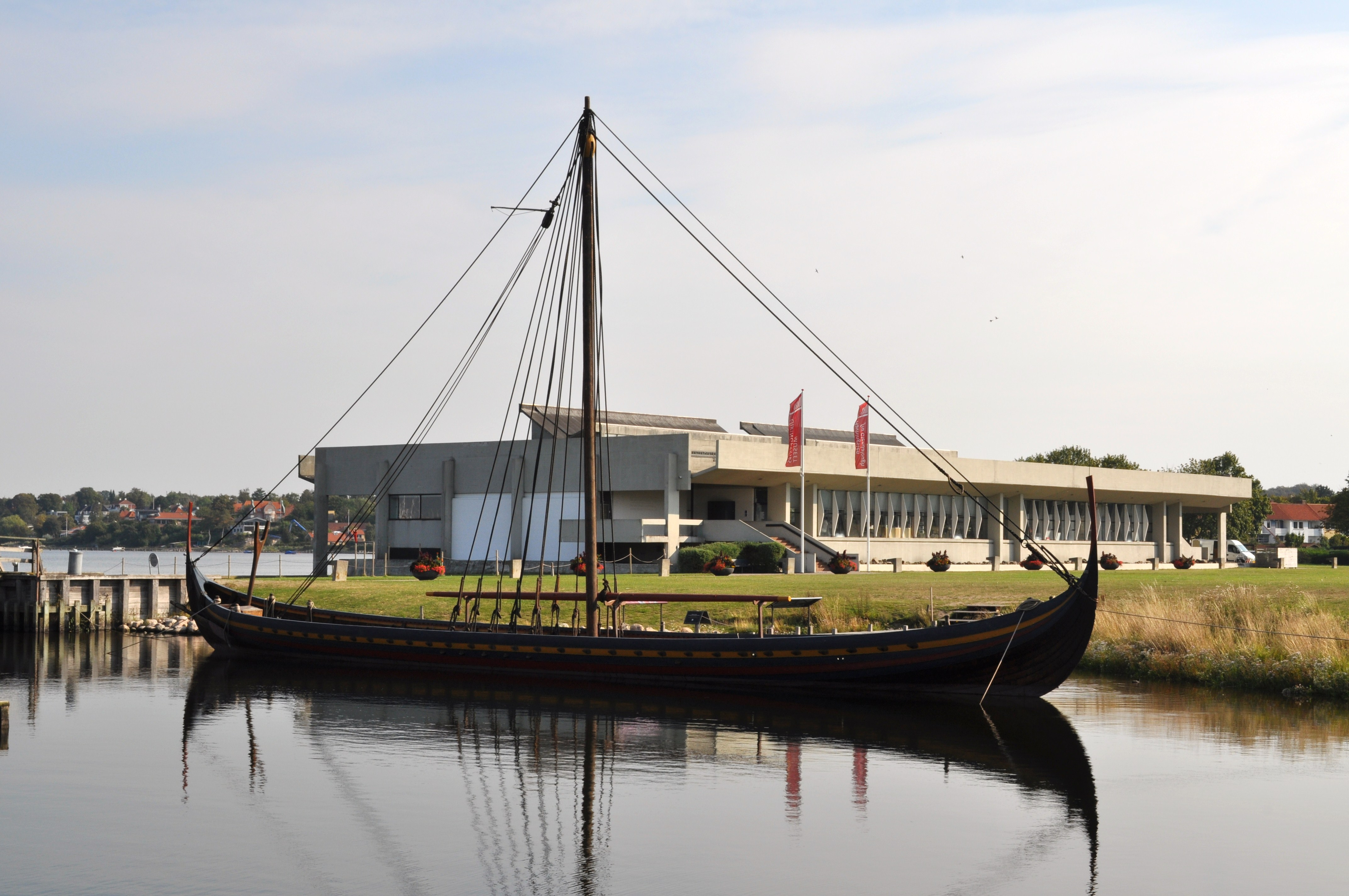
Vikingaskeppsmuseet, museumshallen med Havhingsten i förgrunden

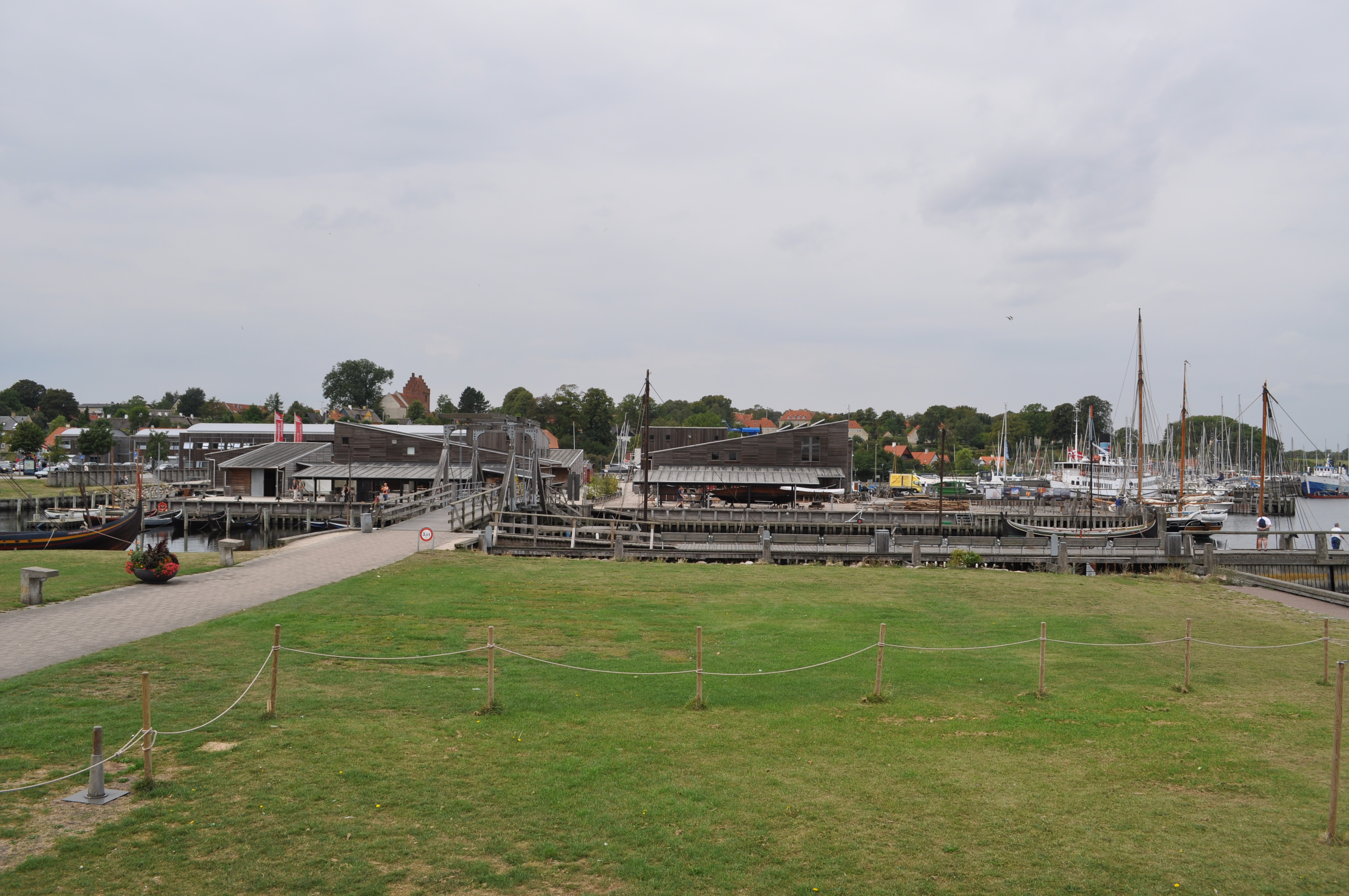
Museiön i bakgrunden

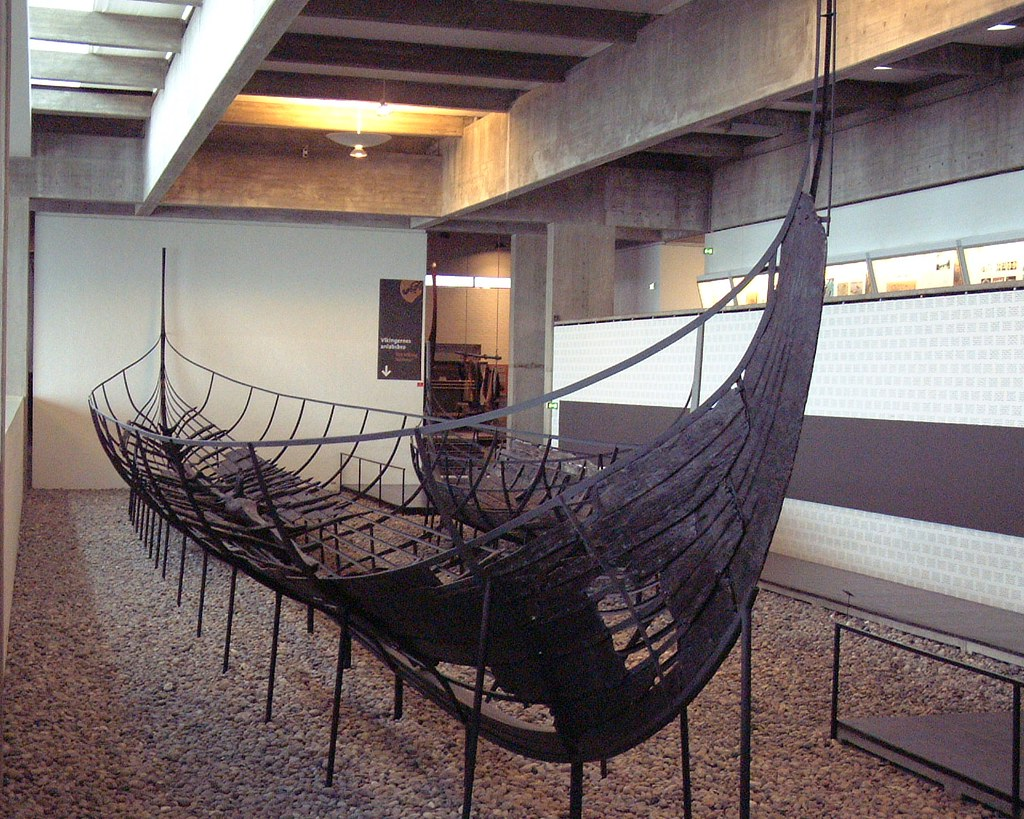
Museumhallen med skeppet Skuldelev 2

Vikingeskibsmuseet är ett kulturhistoriskt museum i Roskilde på Själland i Danmark med vikingaskepp, sjöfart och båtbyggnadskultur från vikingatiden som teman. 
Omkring 1070 sänktes fem skepp från vikingatiden av olika typ avsiktigt vid Skuldelev i Roskildefjorden för att blockera fjordens viktigaste infartsled och därmed skydda Roskilde från angrepp från havet. 
Under många decennier före själva utgrävningen av skeppen, som påbörjades 1962, kände många lokala fiskare vid Roskildefjorden till ett gammalt skepp på botten av fjorden. Skeppet kallade de för Margreteskibet, då man menade att det härstammade från medeltiden och möjligtvis från Drottning Margaretas tid. Det skulle senare visa sig att det var många fler skepp, och att de var ännu äldre. Under 1920-talet togs trädelar och sten bort från skeppet, bland annat kölsvinet som blev fotograferat. Kölsvinet blev till ved och uppeldat i en kamin en kall vinterdag under andra världskriget.
Efter att rester av vikingaskeppen. benämnda Skuldelev 1-6, omhändertagits, öppnades den första delen av Vikingaskeppsmuseet 1969 med dessa skepp, i den ursprungliga del av museet, som idag är känt som Museumshallen. 
Den är ritad av Erik Christian Sørensen. 
År 1997 invigdes en utökad del av museet, Museumsøen, som bland annat innehåller båtvarv och rekonstruktioner av äldre båtar och skepp från Danmark och övriga Skandinavien.

## Skeppen

### Originalskeppen
- Skuldelev 1
- Skuldelev 2
- Skuldelev 3
- Skuldelev 5
- Skuldelev 6

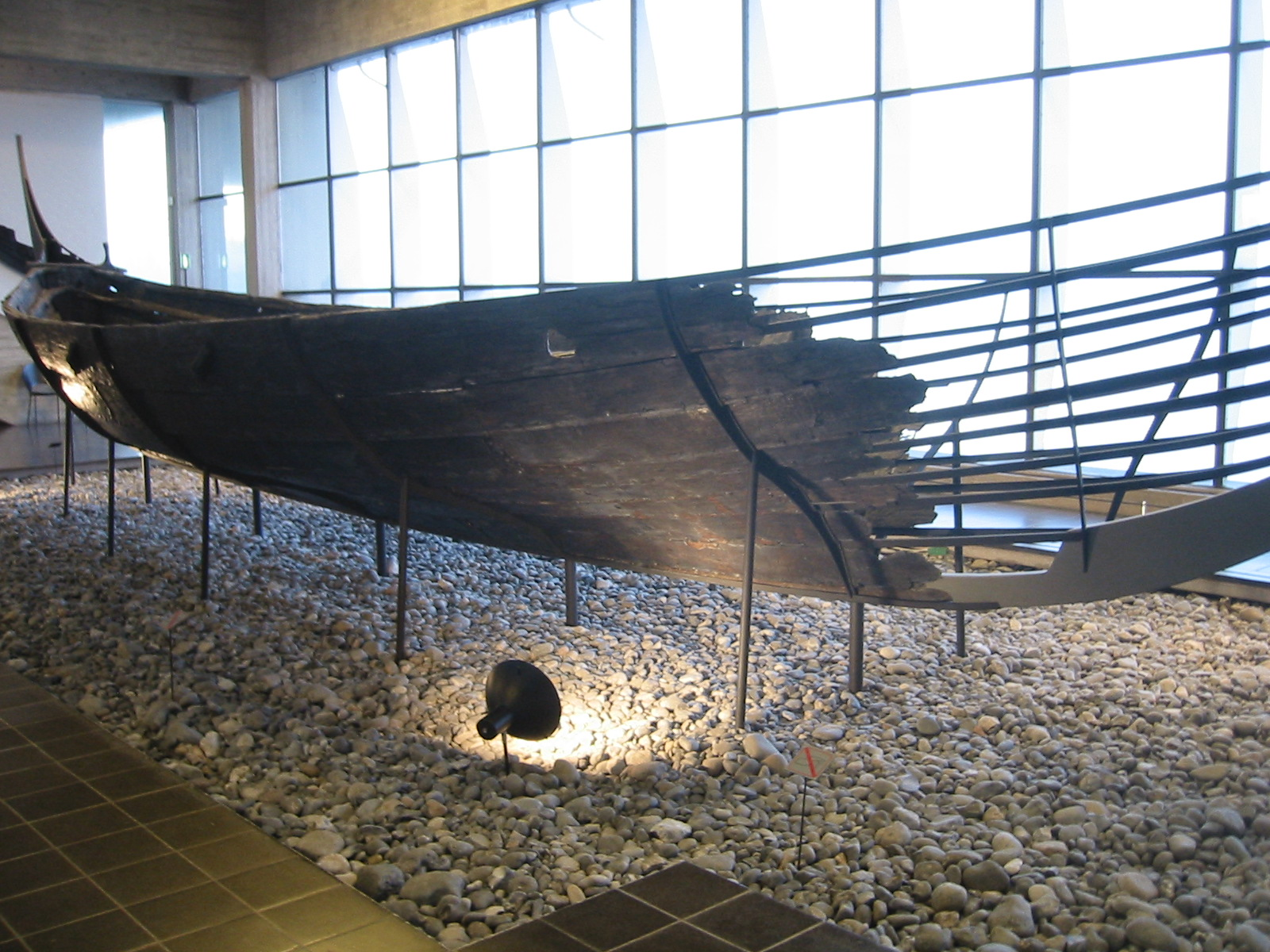
Skuldelev 3

Skeppen är namngivna efter byn Skuldelev. Det mest kompletta skeppet är Skuldelev 3. Orsaken till att Skuldelev 4 inte finns är att man ursprungligen trodde att Skuldelev 2 var två olika skepp, då de hittades på två olika platser, då kallade Skuldelev 2 och Skuldelev 4. Efter det har man valt att inte ändra på benämningarna.

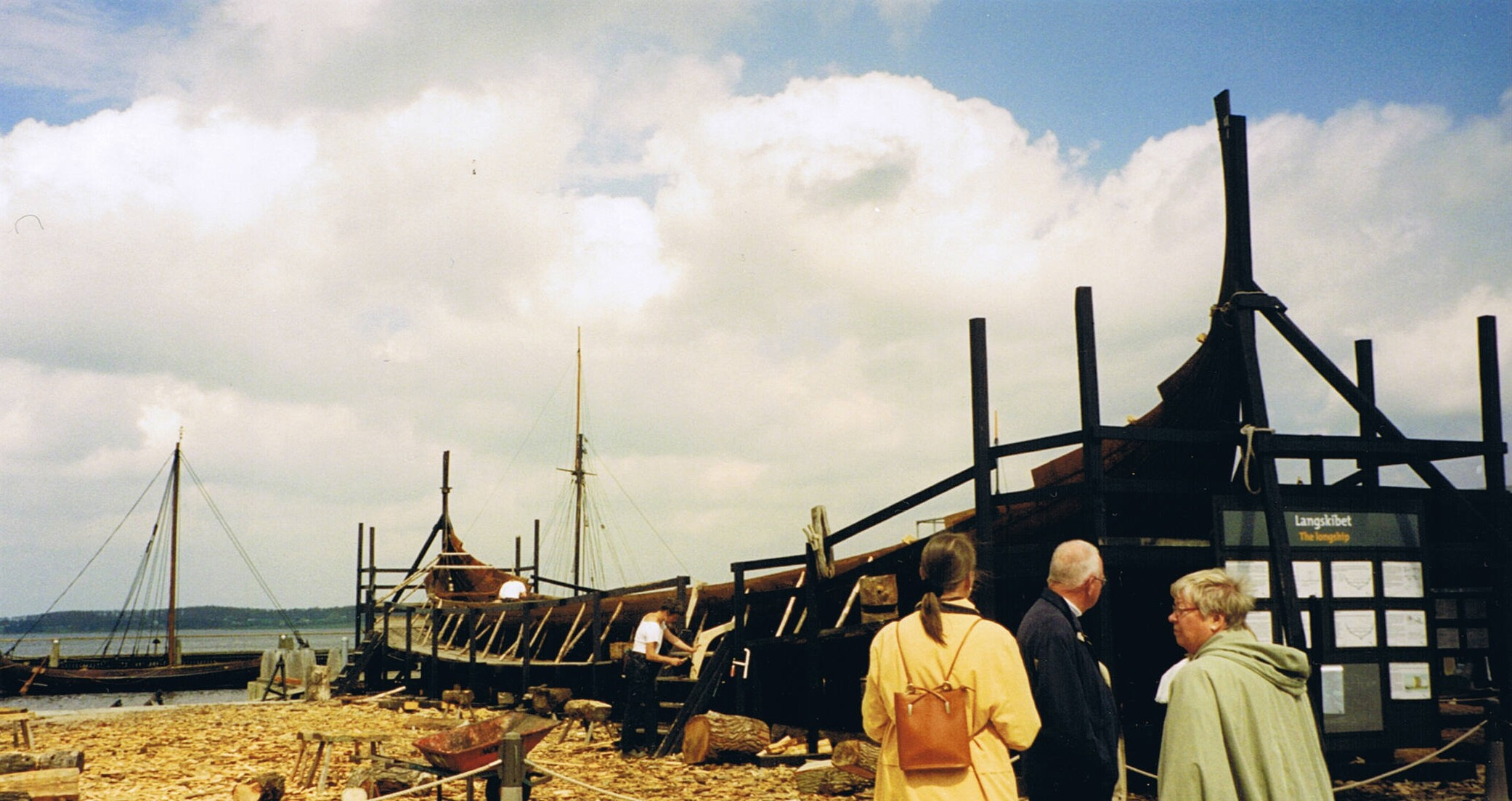
Rekonstruktion av det största vikingaskeppsfyndet, Skuldelev 2, döpt till "Havhingsten fra Glendalough

### Rekonstruktioner
På Musemsøen finns ett båtvarv där rekonstruktioner gjorts av de ursprungliga Skuldelevskeppen och av andra vikingatida skepp med samma verktyg och med samma metoder som vikingarna hade tillgång till. 
- Ottar (Skuldelev 1)
- Havhingsten fra Glendalough (Skuldelev 2)
- Roar Ege (Skuldelev 3)
- Helge Ask (Skuldelev 5)
- Kraka Fyr, Skjoldungen[2] (Skuldelev 6)
- Estrid (Gislingebåd)
- Joanna (Gokstadfæring)